# Rassemblement démocratique et socialiste wallon
Le Rassemblement démocratique et socialiste wallon prend place à la fois dans l'histoire de la Résistance wallonne et celle de ce qu'on appellera plus tard le Rassemblement des progressistes (même si ici ce sont des libéraux et des socialistes dont il s'agit).
Dès les premiers mois de l'occupation, plusieurs membres de  la Concentration wallonne adhérèrent à Wallonie libre, et lancèrent  un  journal clandestin portant ce titre (calqué sur le mouvement  la France libre du Général de Gaulle. C'est François Van Belle de Liège qui en était le président et Maurice Bologne, le  secrétaire. Fernand Schreurs, Arille Carlier, Eugène Duchesne, Englebert Renier (etc.) en sont également membres. Le mouvement  participe au combat contre les nazis, dans le cadre du Front wallon pour la libération du pays (qui fusionnera nolens volens au Front de l'indépendance en septembre 1942). "Wallonie libre" poursuit aussi dans la clandestinité la réorganisation du Conseil économique wallon renaissant  à Liège  fin 1940 et prépare le futur Congrès national wallon de la Libération dès 1942 (qui se tiendra les 20 et 21 octobre à Liège).
Des mouvements parallèles existent comme la "Wallonie indépendante" (communiste), et la Wallonie catholique", des résistants catholiques qui fonderont à la Libération Rénovation wallonne. 
Le Rassemblement démocratique et socialiste wallon', surtout liégeois, fut fondé fin 1942, unissant des hommes politiques et militants wallons libéraux et socialistes. Il envisagea même de se transformer en un Parti réunissant toute la gauche en Wallonie.  Il étudia avec le libéral Fernand Schreurs et le socialiste Fernand Dehousse le statut futur de la Wallonie. Ce groupe pensa aussi la future Sécurité sociale, les membres estimant qu'il fallait instaurer une mutuelle unique, une seule caisse de pensions, une seule caisse de chômage. Le premier tract du mouvement prône une République wallonne devant travailler à son intégration à la France et fortement oroientée vers une nationalisation des grands secteurs capitalistes. Il existe plusieurs commissions de travail, dont une Commission des affaires étrangères présidée par Fernand Dehousse et une Commission économique où s'exprime la crainte d'un effondrement de l'industrie wallonne ouvrant la voie à une colonisation de la Wallonie par la Flandre.
Loin de se limiter à Liège le mouvement fonde des antennes locales à Charleroi, Bruxelles, et, semble-t-il Nivelles, Marche, Jemelle, Namur, Tournai, Mouscron, Ath...
Certains évoquent la participation de 250 membres dans toute la Wallonie à ces travaux. La question de l'intégration à la France est vivement discutée, certains arguant du fait que la chose n'est pas politiquement possible, notamment à cause de la Charte de l'Atlantique. Naît aussi l'idée d'un référendum auquel seraient conviés les électeurs wallons qui auraient à se prononcer sur l'indépendance, le fédéralisme, le rattachement à la France ou la création d'un État socialiste. L'idée est alors abandonnée au profit d'une réunion à la France où cependant la Wallonie conserverait l'autonomie d'une collectivité distincte. C'est à ce moment de la réflexion que Dehousse discerne dans le Rassemblement, trois courants: l'un attiré par la fécondité des idées sociales du mouvement, le deuxième qui est réunioniste et le troisième qui est plutôt syndicalo-socialiste et qui compte sur l'autonomie de la Wallonie pour y procéder à des réformes impossibles à mener à bien dans le cadre belge où les forces conservatrices sont prépondérantes.
Le mouvement va finalement se diviser sur des questions comme l'opportunité de transformer le mouvement en parti (option de Fernand Dehousse). Sous l'influence de François Van Belle le mouvement va prendre contact avec le groupe Le monde du travail qui travaille à la réédification d'un parti socialiste belge. En juillet, les membres des deux mouvements (Rassemblent démocratique et socialiste wallon et Le Monde du travail) constatent que d'une part on est parti de l'idée wallonne pour arriver au socialisme et que de l'autre on est parti de l'idée socialiste pour intégrer l'idée wallonne. Ce qui frappe aussi, c'est la convergence d'idées entre personnes de sensibilité libérale et personnes de sensibilité socialiste. Finalement, les réticences de Fernand Dehousse face au réunionisme, son attirance pour un ralliement à un Parti socialiste qui, au moins à Liège, est tout à fait intéressé à poser la question du Fédéralisme va provoquer la rupture du mouvement qui aura joué un rôle de proposition important et dont les discussions se reflèteront plus tard dans le Congrès national wallon. Outre les noms cités dans cette page, on note comme membres influents dans ces discussions des noms comme Paul Gruselin (futur bourgmestre de Liège), Joseph Merlot (ancien ministre, qui présidera le Congrès national wallon; Nestor Miserez (futur directeur de La Nouvelle Gazette de Charleroi), Charles Baré (futur président du Conseil économique wallon et Haut fonctionnaire à la CECA), Léon-Éli Troclet futur ministre, Albert Delpérée etc.

## Référence
Encyclopédie du Mouvement wallon, t. III, 2001, p. 1339-1345.